# Università tecnica statale della Priazovia
L'Università Tecnica Statale della Priazovia o PSTU (in ucraino Приазовський державний технічний університет?; in russo Приазовский государственный технический университет?, Priazovskij gosudarstvennyj techničeskij universitet) è un'università pubblica di Mariupol', nella regione della Priazovia, da cui prende il nome.

## Storia
L'Università fu fondata nel novembre 1930 come Istituto Metallurgico Serale di Mariupol' (in russo Вечерний металлургический институт в Мариуполе?, Večernij metallurgičeskij institut v Mariupole). Tre anni più tardi, fu ribattezzata Istituto Metallurgico di Mariupol'.
Nel ottobre 1941, circa ottomila ebrei furono radunati e sterminati dai nazisti tedeschi nelle vicinanze dei dormitori del 238º Reggimento di Fanteria.
In seguito, il dormitorio del 238º Reggimento divenne una delle sedi dell'Ateneo, e nelle vicinanze è collocata una targa commemorativa: "Ai prigionieri del ghetto di Mariupol' uccisi dai fascisti nel 1941".
Dal 1948 al 1989, si chiamò Istituto Metallurgico di Ždanov; dal 1989 al 1993 Istituto Metallurgico di Mariupol. 
Nel 1993 ha ottenuto lo status di università e ha assunto il nome di Università Tecnica Statale della Priazovia.
L'Ateneo dispone di un dormitorio composto da due edifici residenziali.